# Hasan Türk
Hasan Türk (Gönen, 20 maart 1993) is een Turks voetballer, spelend bij Beşiktaş JK. Hij kwam in 2006 bij de jeugdafdeling van deze club, en ging in 2012 over naar de senioren. Verder speelde hij in de jeugdelftallen van het Turks voetbalelftal. Hij is inzetbaar als middenvelder en als vleugelspeler.
2 Svensson ·
3 Paulista ·
4 Bulut ·
5 Sanuç ·
6 Hadžiahmetović ·
7 Rashica ·
8 Uçan ·
9 Kılıçsoy ·
10 Arroyo ·
14 Uduokhai ·
15 Oxlade-Chamberlain ·
17 Immobile ·
18 Mário ·
20 Uysal ·
22 Zainutdinov ·
23 Muçi ·
26 Masuaku ·
27 Silva ·
30 Destanoğlu ·
34 Günok ·
53 Topçu ·
77 Ricardo ·
83 Fernandes ·
91 Hekimoğlu ·
94 Baytekin ·
97 Yuvakuran ·
Coach: Solskjær